# 243 (tal)
243 är det naturliga talet som följer 242 och som följs av 244.

## Inom vetenskapen
- 243 Ida, en asteroid.

## Inom matematiken
- 243 är ett udda tal.
- 243 är ett Ulamtal.
- 243 är ett frugalt tal i bas 10
- 243 är en kubkvadrat